# Исидор (Факицас)

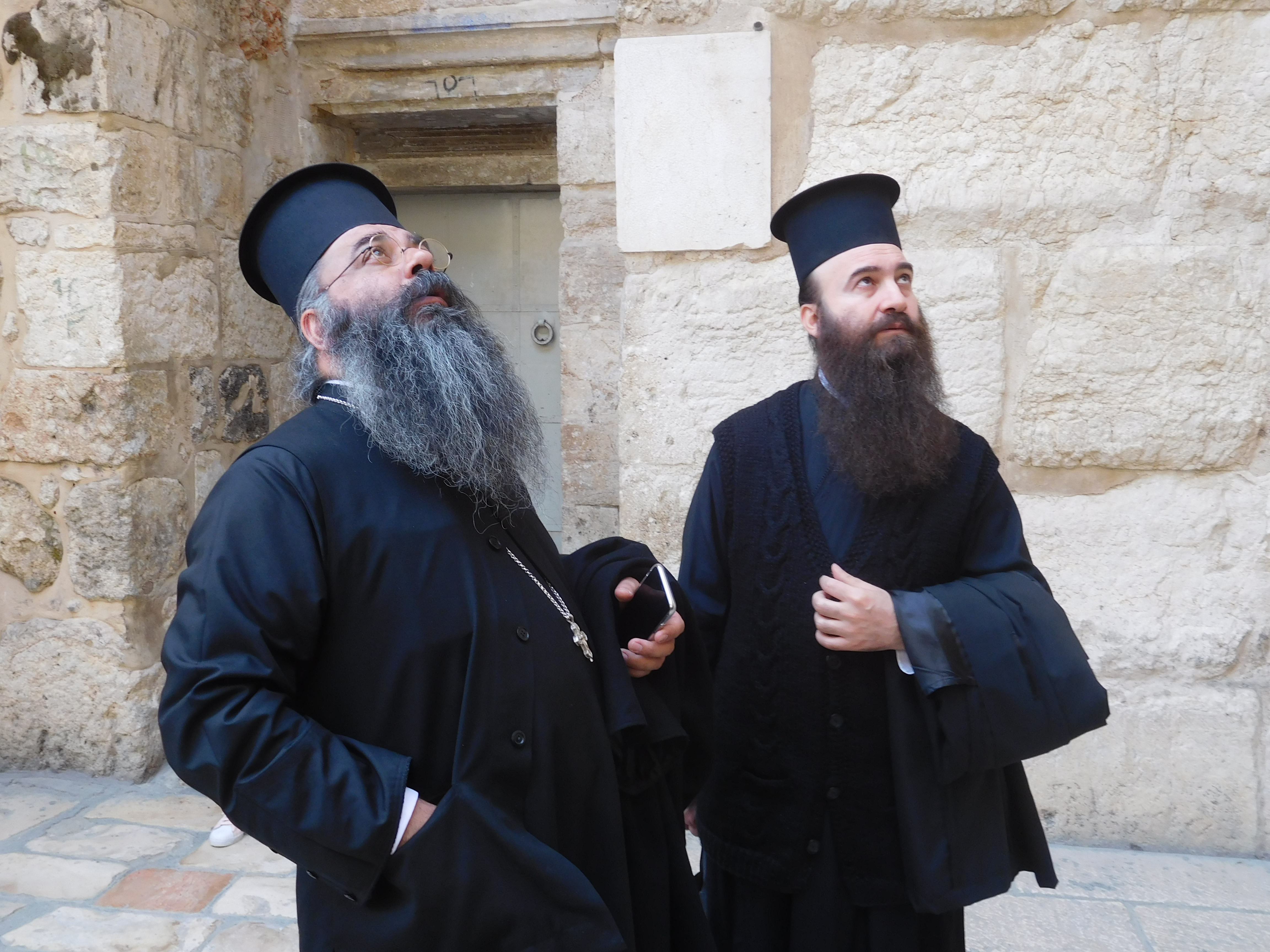
архиепископ Исидор (справа) во дворе Храма Гроба Господня

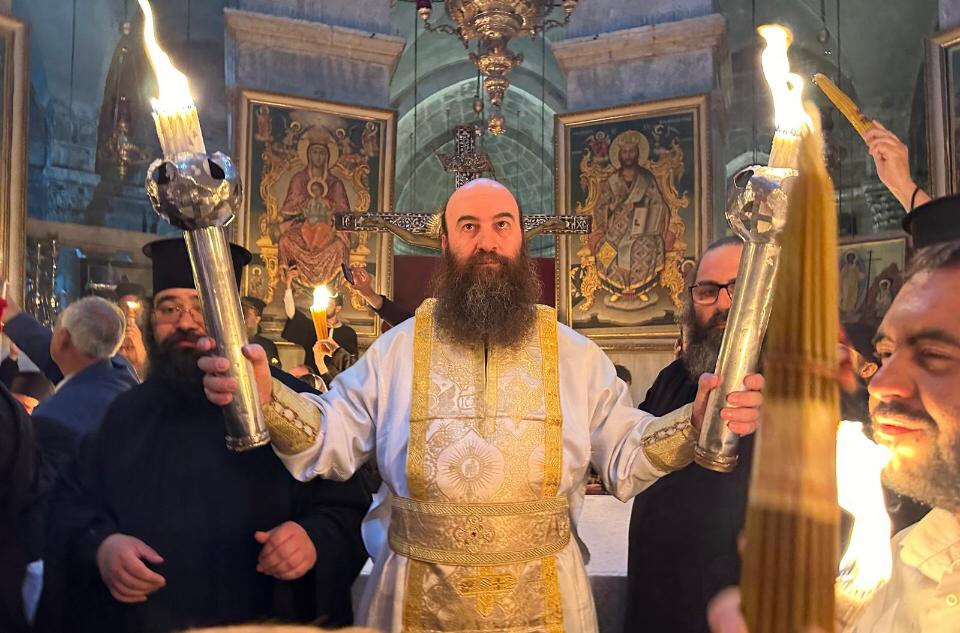
Владыка Исидор благословляет паломников в кафоликоне (Храме Воскресения) свечами, зажжёнными Иерусалимским патриархом от Благодатного огня. Великая Суббота. 2024 год

Архиепи́скоп Иси́дор (греч. Ἀρχιεπίσκοπος Ἰσίδωρος, в миру Или́ас Факи́цас, греч. Ἠλίας Φακίτσας; род. 1973, деревня Алхадия, Триккала, Греция) — епископ Иерусалимской православной церкви, архиепископ Иерапольский.

## Биография
В 1986 году прибыл в Иерусалим. Закончил патриаршую школу в Иерусалиме.
Прислуживал в Храме гроба Господня в Иерусалиме. В 1991 года принял монашество и был рукоположён во иеродиакона с оставлением в клире Храма гроба Господня. В 1996 году был рукоположён во иеромонаха с возведением в достоинство архимандрита.
В 2005 году назначен помощником скевофилакса Храма Гроба Господня.
4 марта 2013 года решением Священного Синода избран архиепископом Иерапольским. В этой связи был назначен старшим скевофилаксом собора.
15 марта последовало его наречение в храме Константино-Еленинского монастыря в Иерусалиме состоялось его наречение во епископа.
16 марта того же года в Храме гроба Господня в Иерусалиме состоялась его епископская хиротония с возведением в сан архиепископа Иерапольского, которую совершили: Патриарх Иерусалимский Феофил III, митрополит Капитолиадский Исихий (Кондояннис), митрополит Вострский Тимофей (Маргаритис), митрополит Филадельфийский Венедикт (Цекурас), архиепископ Герасский Феофан (Хасапакис), архиепископ Тивериадский Алексий (Мосхонас), архиепископ Авильский Дорофей (Леоварис), архиепископ Константинский Аристарх (Перистерис), архиепископ Иоппийский Дамаскин (Гаганьярас), архиепископ Фаворский Мефодий (Ливерис), архиепископ Севастийский Феодосий (Ханна) и архиепископ Катарский Макарий (Маврояннакис).
В 2017 году окончил постдипломное образование в Афинском университете по специальности «Ветхий завет».
25 сентября 2019 года решением Священного Синода назначен заместителем Председателя церковного суда первой инстанции